# Ipomoea barleioides
Ipomoea barleioides là một loài thực vật có hoa trong họ Bìm bìm. Loài này được (Choisy) Benth. ex C.B. Clarke mô tả khoa học đầu tiên năm 1883.